# Lilo Gerber
Lilo Gerber (* 21. Dezember 1953) ist eine Schweizer Filmeditorin.
Lilo Gerber ist seit Mitte der 1980er Jahre als Editorin tätig. Sie arbeitet hin und wieder auch als Script/Continuity-Person.

## Filmografie (Auswahl)
- 1989: Leo Sonnyboy
- 1991: Tatort: Kameraden (Fernsehreihe)
- 1995: Tatort: Rückfällig
- 1996: Katzendiebe
- 2000: Anna Wunder
- 2005: Anjas Engel
- 2005: Steinschlag (Fernsehfilm)
- 2006: Sonjas Rückkehr
- 2007: Unter anderen Umständen: Bis dass der Tod euch scheidet (Fernsehreihe)
- 2009: Mein Kampf
- 2013: Die Schweizer (Fernsehserie, 1 Folge)